# Cúmul de la Verge
El cúmul de la Verge o de Virgo és un cúmul de galàxies situat a uns 20 milions de parsecs de la Terra i gairebé al centre del supercúmul local o supercúmul de Virgo. Es calcula que conté unes 1.500 galàxies. Fou descobert el 1781 per l'astrònom francès Charles Messier, tot i que en aquell moment no se sabia que es tractava d'un conjunt de galàxies i, per tant, d'objectes exteriors a la nostra Via Làctia.
El cúmul està dominat per tres grans galàxies: M87, M86 i M49. Globalment, el cúmul té forma allargada (unes 4 vegades més llarg que ample), un dels seus extrems es troba en direcció al Grup Local i l'altre extrem, gairebé ocult a la nostra observació, es troba en la direcció del poc conegut núvol cumular W.
Els primers objectes del cúmul es van descriure al catàleg Messier, per exemple, la gegant galàxia el·líptica M87. El grup de galàxies d'aquest cúmul M84, M86, NGC 4477, NGC 4473, NGC 4461, NGC 4458, NGC 4438 i NGC 4435 és interessant perquè presumiblement forma un sistema connectat físicament i s'anomena cadena Markarian després de proposar i fonamentar aquesta hipòtesi el 1961. l'astrònom Benjamin Markarian.